# 井垣康弘
井垣 康弘（いがき やすひろ 1940年 - 2022年）は、日本の裁判官、弁護士。

## 概要
大阪府出身。
京都大学法学部卒業。大学2年生の時に無免許運転で捕まる。
1967年に裁判官に任官。
2005年に裁判官を定年退官。
裁判官を定年退官してからは弁護士になる。
裁判官退官前に癌になり人工声帯で裁判を行っていた。

### 神戸連続児童殺傷事件
神戸連続児童殺傷事件で行われた審判の裁判長であった。この審判では加害者を医療少年院に送致することを決定していた。2005年に裁判官を退官してから弁護士をしていた2015年に、神戸連続児童殺傷事件の加害者の家庭裁判所に送致の決定文の全文を文藝春秋に提供して公開するということをした。少年審判というのは非公開であり、決定文には生育暦なども詳細に記されており、これは守秘義務に違反する行為であった。このため大阪弁護士会から業務停止3ヶ月の懲戒処分を受けた。2017年の取材では、同事件の背景を知る重要性を強調して、社会の不安を軽減するためには矯正教育の過程も含めた情報を提供していくべきであると訴えていた。